# Korinokarpus
Korinokarpus (lat. Corynocarpus), biljni rod smješten u vlastitu porodicu Corynocarpaceae, dio reda tikvolike.
Rodu i porodici pripada pet vrsta grmova, koji rastu po pacifičkim otocima, Australiji (Queensland, New South Wales), Novoj Gvineji, Novom Zelandu, Novoj Kaledoniji i otocima Chatham i Kermadec. Poznatija vrsta je Corynocarpus laevigatus ljekoviti, vazdazeleni grm iz Novog Zelanda.

## Opis
Pripadnici Corynocarpaceae su zimzeleno drveće. Porodica sadrži jedan rod, Corynocarpus, sa pet vrsta koje rastu od Nove Gvineje do Novog Zelanda i otoka u zapadnom Tihom oceanu. Biljke imaju lišće sa sekundarnim žilama koje se zrakasto šire duž srednje žilice. Cvjetovi su joj prilično mali, a prašnici su nasuprot laticama; izmjenjuju se s laticastim nefunkcionalnim prašnicima koji pri dnu imaju ljusku za izlučivanje nektara. Plodnica ima samo jednu ovulu, a plod je mesnat, s velikom košticom unutra. Biljka je vrlo otrovna, posjeduje gorke glukozide.

## Vrste
1. Corynocarpus cribbianus (F.M.Bailey) L.S.Sm.
2. Corynocarpus dissimilis Hemsl.
3. Corynocarpus laevigatus J.R.Forst. & G.Forst.
4. Corynocarpus rupestris Guymer
5. Corynocarpus similis Hemsl.